# ジャッジ金子
ジャッジ金子（ジャッジかねこ、1973年1月12日 - ）、日本のプロレスのレフェリー。本名：金子 達（かねこ いたる）。東京都昭島市出身。

## 経歴
1993年にSPWFへスタッフとして参加。当初はリングアナウンサーを希望していたが、代表の谷津嘉章からの提案もあってレフェリーとなる。
レフェリーデビュー戦は1994年2月26日、SPWFのいすゞ自動車大和工場体育館で行なわれたホッパーキング対デビルホッパー戦。
所属団体歴はSPWF（1993年-1995年）レッスル夢ファクトリー（1995年）SPWF（1995年 - 1998年）DDTプロレスリング（1998年 - 2003年）ジャッジサポート（2003年 - 2013年）プロレス佐野魂（2014年 - 2015年）アパッチプロレス軍（2015年 - 2016年）フリー（2017年 - ）

## 関連書籍
- 北島行徳『弾むリング』文藝春秋、2002年7月。ISBN 4-16-358710-1 - ジャッジ金子を取り上げたノンフィクション小説。
- 『ただノリJAPAN』[1]英和出版社、2003年2月。ISBN 4-89986-322-5 - ジャッジ金子が、お見合いパブ評論家として登場しているムック。
- 『実話VAMP!』[1]晋遊舎 - ジャッジ金子が、パチンココラムを連載していた雑誌。
- 永島勝司『地獄のアングル プロレスのどん底を味わった男の告白』イースト・プレス、2004年12月。ISBN 4-87257-524-5 - ジャッジサポートが取材協力。